# Carl Sundberg (målare)
Carl Wiktor Sundberg, född 19 juni 1908 i Högbo, Gävleborgs län, död 16 juni 1990 i Södertälje, var en svensk målare. 
Han var son till valsverksarbetaren Wiktor Sundberg och Sophia Persson och gift 1933–1950 med Ingeborg Maria Olsson. Sundberg studerade målning för Gösta Liljedahl och blev efter studierna 1940 en mycket produktiv konstnär med målningar i många svenska hem. Hans konst består av landskap, figurmotiv, stilleben med frukter och blommor utförda i olja eller pastell. Carl Sundberg är begravd på Råcksta begravningsplats.  